# Ascelin Gael de Perceval
Ascelin Gael de Perceval también Ascelin Gael d'Ivry y Ascelin Goël de Bréval (c. 1045-1116), fue un noble anglonormando, preboste y conde de Ivry. Hijo de Roberto II de Bréval, señor de Ivry (m. 1083) y de Hildeburge de Gallardon (c. 1046-1115). Descendiente de Roberto de Bréval, llegó a Inglaterra siguiendo a Guillermo el Conquistador. Ascelin sucedió a su padre como señor feudal. Al igual que su predecesor, ocupó un lugar destacado en el ejército normando de la conquista, considerado el capitán más hábil de la época, y por sus servicios obtuvo una gran cantidad de feudos, en particular los de Weston y Stawell, en Somerset. Vasallo de Guillermo de Breteuil y lugarteniente de Guillermo II de Normandía, al mando de las tropas en la vanguardia en Mantes (1087), se apoderó del castillo de Ivry (Eure) de su supuesto señor Guillermo de Breteuil y lo entregó al duque Roberto II de Normandía en 1090. 
Ascelin era un hombre muy temperamental y violento, por lo que recibió el apodo de Ascelin Lupus (el lobo). Ordericus Vitalis relata los detalles de una larga disputa que Ascelin mantuvo con el conde de Breteuil, en Normandía. Durante tres años la región estuvo en constante ambiente bélico con saqueos, matanzas y quemas. Robert Curthose, como duque, tenía la obligación de mantener la paz, pero apaciguar los ánimos de sus vasalos y sus trifulcas no era una de sus virtudes.
Al perder el rango de preboste y el castillo de Ivry, se alió con Amalarico III de Montfort para recuperar el castillo y entró en guerra con un poderoso ejército. Asedió el castillo durante dos meses hasta concertar su matrimonio con Isabel Lovel, hija de Guillermo de Breteuil, acuerdo que obtuvo al apresar a su suegro y torturarlo hasta que accediera a entregar Ivry como dote. Acto citado en una carta de 1113 del rey Enrique I de Inglaterra en Saint-Evroult; y otra carta de 1116 en Saint-Martin-de-Pontoise. Con la muerte de Guillermo de Breteuil el 12 de enero de 1103 la situación se agravó con tres caballeros normandos que reclamaban sus derechos sobre Ivry: Eustaquio de Pacy, Guillermo Gael (hijo de Raúl de Guader) y el burgundio Reginald de Grancey.
Ascelin falleció poco después de su ascenso como conde de Ivry (Goelli di Ibriaco), y fue sucedido por su hijo primogénito. Tras la intervención de Roberto de Meulan por orden del duque, la región no experimentó nuevos conflictos de relevancia en los siguientes 15 años, aunque eso no impidió que Ascelin y sus hijos gobernasen con violencia y crueldad.

## Herencia
Isabel Lovel de Breteuil (c. 1075-1121) era ilegítima, pero se convirtió, gracias al favor de Enrique I de Inglaterra, en heredera parcial de su padre, y con su esposo, Ascelin, se estableció en el condado de Yvry en 1119. Fruto de esa relación nacieron siete hijos y una hija, casada con Radulfus Rufus, un noble normando de quien se sabe muy poco. A destacar:
- Roberto III Gael [de Ivry] (apodado el Rojo, m. 1118);[5]
- Guillermo Lovel [de Ivry] (c. 1095-Leicester, 1153). Caballero. Esposo de Matilde [Maud] de Beaumont (c. 1116-1189), hija de Robert de Beaumont, I conde de Leicester. Primer referente de la familia de Lovel. Se levantó en armas contra Enrique I de Inglaterra en 1123, y contra Esteban I de Inglaterra en 1158;
- Isabelle de Ivry [de Tancarville] (c. 1120-?);
- Roger Balbosus Le Bègue d'Ivry (m. 1153), señor de Saint-André y Grossœuvre, asediado por el rey Esteban I de Inglaterra en 1137, en conflicto con Simon de Evreux.

Ilegítimos:
- Gautier de Ivry.